# Wolfenstein (серія ігор)
Wolfenstein — серія відеоігор, присвячених Другій світовій війні. Серія Wolfenstein є однією з найбільш довгоживучих серій відеоігор: перша гра, Castle Wolfenstein, вийшла в 1981 році, остання — Wolfenstein II: Cyberpilot — в 2019 році. Гра Wolfenstein 3D 1992 року, одна з перших ігор в жанрі шутер від першої особи, вважається засновницею цього жанру. Сюжет більшості ігор серії Wolfenstein присвячені подвигам вигаданого протагоніста — американського солдата Вільяма «Бі-Джея» Бласковіца — в німецькому тилу, де він діє або як бранець Третього Райху, що тікає від нацистських катів, або як агент на спеціальному завданні. У більшості ігор фігурує замок Вольфенштайн (нім. Wolfenstein — «Вовчий камінь»). Ігри серії містять альтернативно-історичні та фентезійні елементи, вільно трактуючи історію Другої світової війни і звертаючись до тем нацистського окультизму і фантастичних технологій — вундерваффе.

## Відеоігри
| Рік випуску | Назва                            | Платформи |
| ----------- | -------------------------------- | --- |
| 1981        | Castle Wolfenstein               | Apple II, MS-DOS, Atari 400/800, Commodore 64                                                                                       |
| 1984        | Beyond Castle Wolfenstein        | Apple II, MS-DOS, Atari 400/800, Commodore 64                                                                                       |
| 1992        | Wolfenstein 3D                   | MS-DOS, Archimedes, Mac OS, Apple IIGS, Amiga 1200, PC-98, SNES, Atari Jaguar, 3DO, GBA, PlayStation, Xbox 360, Windows Mobile, IOS |
| 1992        | Spear of Destiny                 | MS-DOS, IOS |
| 2001        | Return to Castle Wolfenstein     | Microsoft Windows, Linux, OS X, PlayStation 2, Xbox                                                                                 |
| 2003        | Wolfenstein: Enemy Territory     | Microsoft Windows, Linux, OS X |
| 2008        | Wolfenstein RPG                  | Java ME, iOS |
| 2009        | Wolfenstein                      | Microsoft Windows, PlayStation 3, Xbox 360                                                                                          |
| 2014        | Wolfenstein: The New Order       | Microsoft Windows, PlayStation 3, PlayStation 4, Xbox 360, Xbox One                                                                 |
| 2015        | Wolfenstein: The Old Blood       | Microsoft Windows, PlayStation 4, Xbox One                                                                                          |
| 2017        | Wolfenstein II: The New Colossus | Microsoft Windows, PlayStation 4, Xbox One                                                                                          |
| 2019        | Wolfenstein: Youngblood          | Microsoft Windows,PlayStation 4, Xbox One, Nintendo Switch                                                                          |
| 2019        | Wolfenstein: Cyberpilot          | Microsoft Windows,PlayStation 4 |